# Grand Prix automobile de Bahreïn 2005
GP précédent GP suivant
Le Grand Prix automobile de Bahreïn 2005 (2005 Formula 1 Gulf Air Bahrain Grand Prix), disputé sur le circuit international de Sakhir le 3 avril 2005, est la 734e épreuve de l'histoire du championnat du monde de Formule 1 courue depuis 1950 et la troisième manche du championnat 2005.

## Classement
| Pos  | N° | Pilote               | Écurie            | Tours | Temps/Abandon                      | Grille | Points |
| ---- | -- | -------------------- | ----------------- | ----- | ---------------------------------- | ------ | ------ |
| 1    | 5  | Fernando Alonso      | Renault           | 57    | 1 h 29 min 18 s 531 (207,274 km/h) | 1      | 10     |
| 2    | 16 | Jarno Trulli         | Toyota            | 57    | + 13 s 409                         | 3      | 8      |
| 3    | 9  | Kimi Räikkönen       | McLaren-Mercedes  | 57    | + 32 s 063                         | 9      | 6      |
| 4    | 17 | Ralf Schumacher      | Toyota            | 57    | + 53 s 272                         | 6      | 5      |
| 5    | 10 | Pedro de la Rosa     | McLaren-Mercedes  | 57    | + 1 min 04 s 988                   | 8      | 4      |
| 6    | 7  | Mark Webber          | Williams-BMW      | 57    | + 1 min 14 s 701                   | 5      | 3      |
| 7    | 12 | Felipe Massa         | Sauber-Petronas   | 56    | + 1 tour                           | 12     | 2      |
| 8    | 14 | David Coulthard      | Red Bull-Cosworth | 56    | + 1 tour                           | 14     | 1      |
| 9    | 2  | Rubens Barrichello   | Ferrari           | 56    | + 1 tour                           | 20     |        |
| 10   | 18 | Tiago Monteiro       | Jordan-Toyota     | 55    | + 2 tours                          | 16     |        |
| Abd. | 11 | Jacques Villeneuve   | Sauber-Petronas   | 54    | Suspension                         | 15     |        |
| 12   | 20 | Patrick Friesacher   | Minardi-Cosworth  | 54    | + 3 tours                          | 19     |        |
| 13   | 21 | Christijan Albers    | Minardi-Cosworth  | 53    | + 4 tours                          | 18     |        |
| Abd. | 3  | Jenson Button        | BAR-Honda         | 46    | Embrayage                          | 11     |        |
| Abd. | 4  | Takuma Satō          | BAR-Honda         | 27    | Freins                             | 13     |        |
| Abd. | 8  | Nick Heidfeld        | Williams-BMW      | 25    | Moteur                             | 4      |        |
| Abd. | 1  | Michael Schumacher   | Ferrari           | 12    | Hydraulique                        | 2      |        |
| Abd. | 6  | Giancarlo Fisichella | Renault           | 4     | Moteur                             | 10     |        |
| Abd. | 19 | Narain Karthikeyan   | Jordan-Toyota     | 2     | Électrique                         | 17     |        |
| Abd. | 15 | Christian Klien      | Red Bull-Cosworth | 0     | Électrique                         | 7      |        |

## Pole position et record du tour
- Pole position : Fernando Alonso en 1 min 32 s 054 ; il a réalisé 1 min 29 s 848 lors de la première séance de qualification.
- Meilleur tour en course : Pedro de la Rosa en 1 min 31 s 447.

## Tours en tête
- Fernando Alonso (Renault) : 55 (1-20 / 22-41 / 43-57)
- Jarno Trulli (Toyota) : 2 (21 / 42)

## Statistiques
- 3e victoire pour Fernando Alonso.
- 20e victoire pour Renault en tant que constructeur.
- 100e victoire pour Renault en tant que motoriste.